# Murgud
Murgud là một thành phố và là nơi đặt hội đồng đô thị (municipal council) của quận Kolhapur thuộc bang Maharashtra, Ấn Độ.

## Địa lý
Murgud có vị trí 16°24′B 74°12′Đ / 16,4°B 74,2°Đ Nó có độ cao trung bình là 556 mét (1824 feet).

## Nhân khẩu
Theo điều tra dân số năm 2001 của Ấn Độ, Murgud có dân số 9200 người. Phái nam chiếm 51% tổng số dân và phái nữ chiếm 49%. Murgud có tỷ lệ 73% biết đọc biết viết, cao hơn tỷ lệ trung bình toàn quốc là 59,5%: tỷ lệ cho phái nam là 81%, và tỷ lệ cho phái nữ là 64%. Tại Murgud, 11% dân số nhỏ hơn 6 tuổi.